# Acremonium fuci
Acremonium fuci är en svampart som beskrevs av Summerb., Zuccaro & W. Gams 2004. Acremonium fuci ingår i släktet Acremonium, ordningen köttkärnsvampar, klassen Sordariomycetes, divisionen sporsäcksvampar och riket svampar.   Inga underarter finns listade i Catalogue of Life.